# Eilema voeltzkowi
Eilema voeltzkowi är en fjärilsart som beskrevs av Aurivillius 1909. Eilema voeltzkowi ingår i släktet Eilema och familjen björnspinnare. Inga underarter finns listade i Catalogue of Life.